# 常盤村 (山形県)
常盤村（ときわむら）は、かつて山形県北村山郡にあった村。

## 沿革
- 1889年（明治22年）4月1日 - 町村制施行に伴い北村山郡延沢村、細野村、畑沢村、鶴子村、六沢村が合併し、常盤村が発足。
- 1954年（昭和29年）10月1日 - 北村山郡尾花沢町、福原村、宮沢村、玉野村と合併し、尾花沢町を新設して消滅。